# Konrad Jarodzki
Konrad Jarodzki (ur. 31 grudnia 1927 w Zaklikowie, zm. 23 listopada 2021 we Wrocławiu) – polski architekt, malarz, rysownik i wykładowca akademicki.

## Życiorys
Urodzony 31 grudnia 1927 r. w Zaklikowie, wychowywał się w Wolbromiu koło Krakowa, ale po zakończeniu II wojny światowej przeniósł się na powrót do rodzinnego miasta. W czasie wojny uczył się w rodzinnym domu, a po wojnie podjął naukę w szkole, w trybie przyśpieszonym, który miał służyć nadrobieniu wojennych zaległości. Początkowo podjął studia matematyczne na uniwersytecie w Lublinie, ale po roku nauki, w 1949 r., wyjechał do Wrocławia, gdy pojawiła się możliwość studiowania tam architektury. W latach 1949–1955 studiował na Wydziale Architektury na Politechnice Wrocławskiej i w 1956 r. studia te ukończył. Po ukończeniu studiów architektonicznych pracował we wrocławskim Miastoprojekcie. Należał tu do zespołu projektującego osiedle mieszkaniowe Plac PKWN we Wrocławiu.
Jeszcze w dzieciństwie pasjonował się malarstwem, w związku z czym w latach 1955–1958 studiował w zakresie malarstwa w Państwowej Wyższej Szkole Sztuk Plastycznych we Wrocławiu pod kierunkiem Eugeniusza Gepperta. Jako malarz tworzył dzieła nawiązujące do tradycji surrealizmu, z czego najważniejsze są cykle Przestrzeń (1971–1972) i Penetracje (1972–1974), jak również uprawiał malarstwo abstrakcyjne, przy czym eksperymentował z abstrakcjonistycznym malarstwem dającym złudzenie przestrzenności. Był także rysownikiem.
W swojej twórczości skupiony na świetle i ruchu, stosował powtarzające się ciągi rytmiczne. Należał do tzw. Grupy Wrocławskiej, którą współtworzył w 1961 r. m.in. z Józefem Hałasem, Alfonsem Mazurkiewiczem, Zbigniewem Paluszakiem, Jerzym Rosołowiczem i Janiną Żemojtel.
Przez lata związany był z macierzystą uczelnią, funkcjonującą potem jako Akademia Sztuk Pięknych we Wrocławiu, gdzie wykładał od 1967 r. jako kierownik pracowni po tragicznie zmarłym Alfonsie Mazurkiewiczu. Wśród jego słuchaczy byli m.in. Lech Janerka i członkowie zespołu Klaus Mitffoch. W pracowni Jarodzkiego powstała komórka NSZZ „Solidarność”, w związku z czym 13 grudnia 1981 r. został internowany na pół roku w Nysie.
Od 1990 r. na ASP pracował na stanowisku profesora, ponadto w 1984 r. i latach 1992–1999 był jej rektorem i w tym czasie doprowadził do podjęcia prac nad jej rozbudową według swojego projektu.
Zmarł 23 listopada 2021 r. we Wrocławiu i został pochowany na tamtejszym Cmentarzu Grabiszyńskim.
Stryj Pawła Jarodzkiego.

## Odznaczenia
- 1980 – Złoty Krzyż Zasługi[9]
- 2014 – Złoty Medal „Zasłużony Kulturze Gloria Artis”[10]

## Galeria

Głowa, Sympozjum Plastyczne Wrocław '70, kolekcja MWW
Wieża świetlna, Sympozjum Plastyczne Wrocław '70, kolekcja MWW
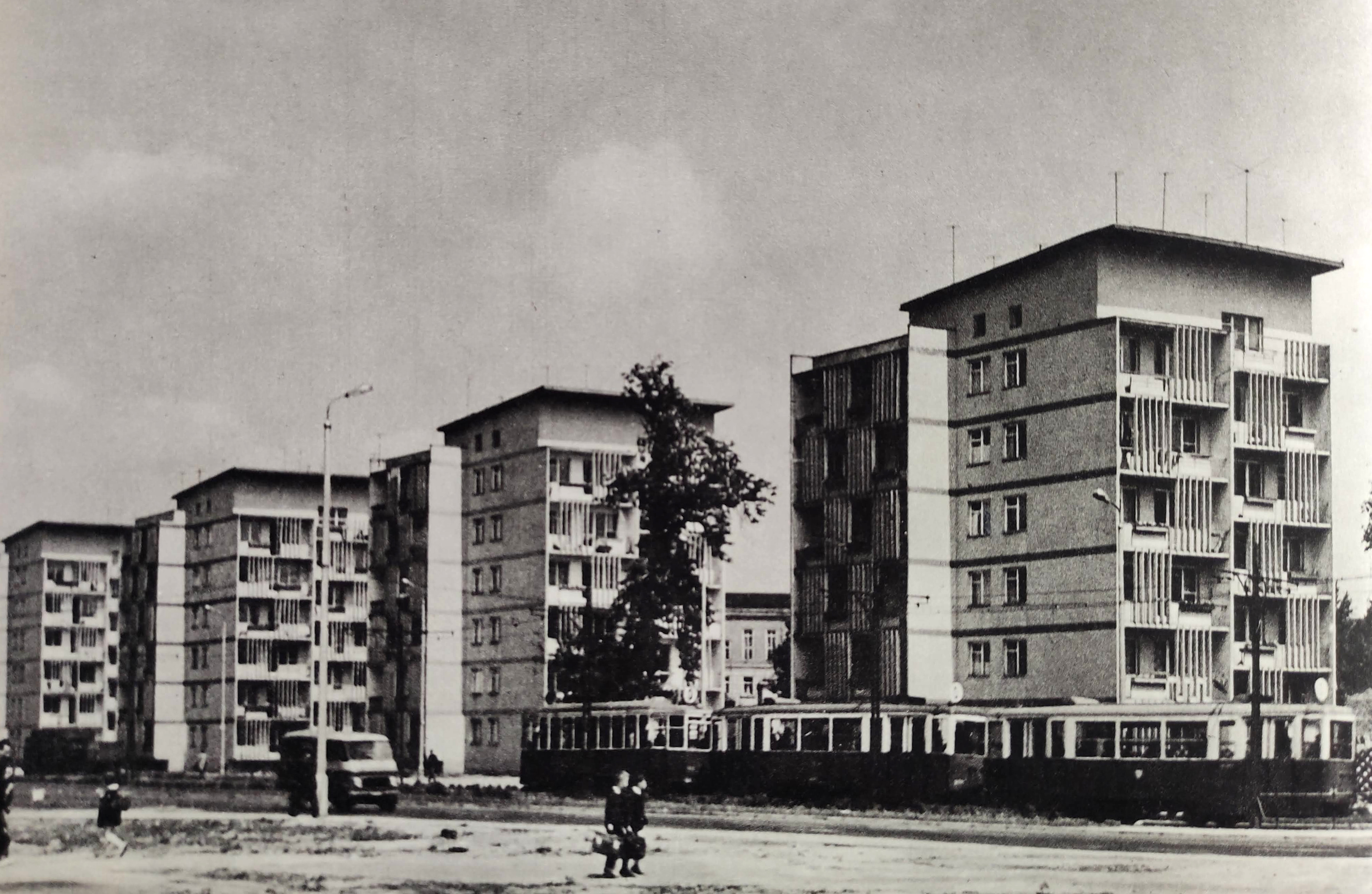
Punktowce przy ul. Piłsudskiego we Wrocławiu, nr. 4-10